# Villebaudon
Villebaudon est une commune française, située dans le département de la Manche en région Normandie, peuplée de 325 habitants.

## Géographie

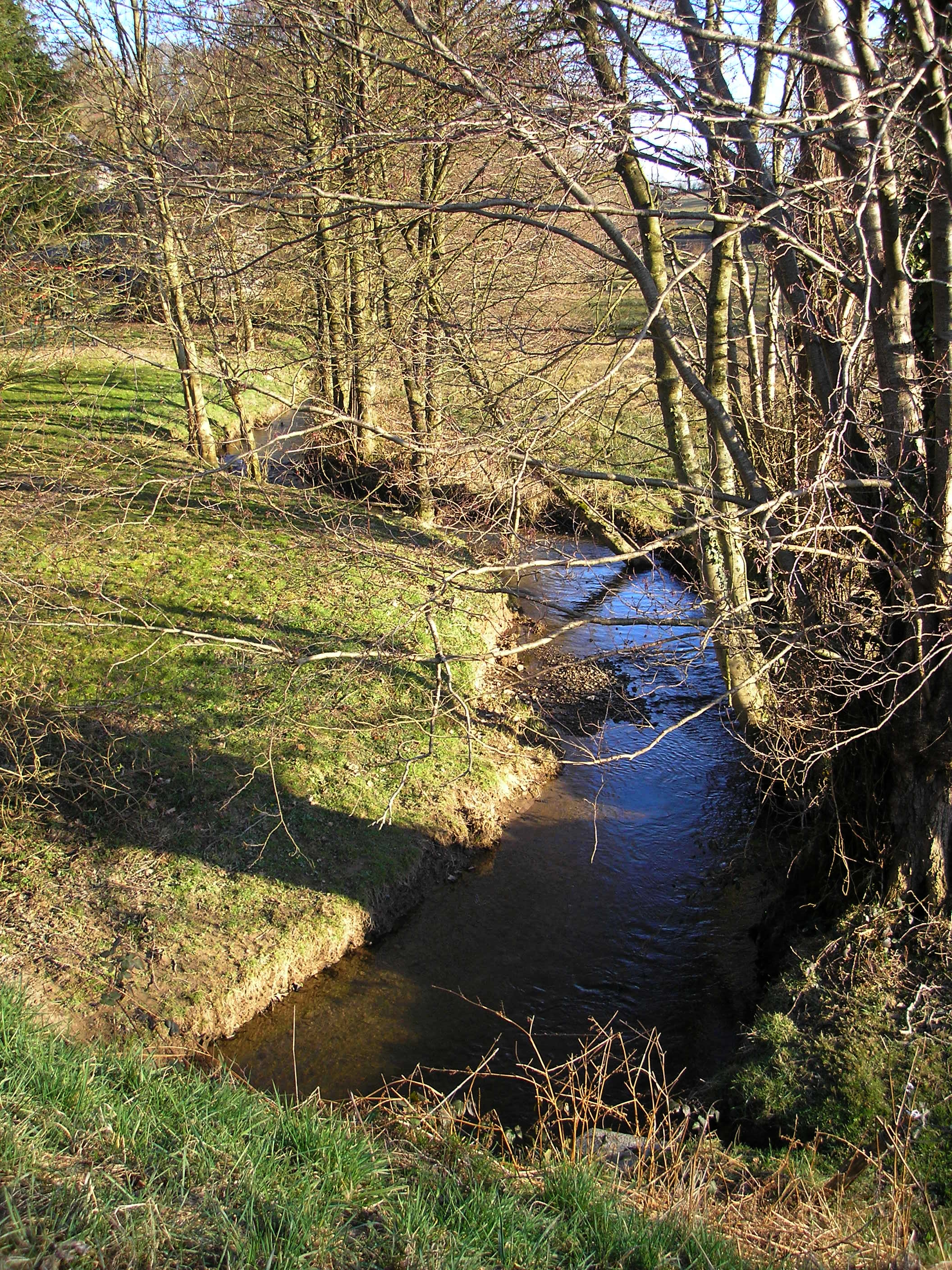
La Soulles en limite ouest.

La commune est en Pays saint-lois. L'atlas de paysages de la Basse-Normandie partage la commune entre au nord la grande unité de la Manche centrale aux «bocages […] de faible relief, […] perçus comme des espaces fermés où la vue porte peu, [se heurtant] à de fortes haies sur talus », et au sud l'unité plus modeste du Bocage en tableaux caractérisée par « une série de vallées parallèles sud-ouest/nord-est » aux « amples tableaux paysagers ». Son bourg est situé à 18 km au sud de Saint-Lô et à 13 km au nord de Villedieu-les-Poêles.
Le bourg est au carrefour des routes départementales 13 et 999 (ancienne route nationale 799). La première permet à l'ouest de retrouver Hambye et Bréhal, et Tessy-sur-Vire à l'est. La seconde, au nord, mène à Saint-Lô et, au sud, à Percy et à Villedieu-les-Poêles. La D 208 rejoint La Haye-Bellefond au nord-ouest et, contournant le bourg par le nord-est, continue vers Montabot au sud-est. L'A84 est accessible à Pont-Farcy (sortie 39) à 13 km au sud-est et à La Colombe (sortie 38, près de Villedieu-les-Poêles) à 12 km au sud.
Villebaudon est en grande partie dans le bassin de la Soulles qui délimite le territoire du sud au nord par l'ouest. Une petite partie orientale oriente ses eaux vers le Marqueran et le ruisseau du Moulin de Chevry, deux cours d'eau du bassin de la Vire.
Le point culminant (183 m) se situe au sud-est, au lieu-dit Loiselière, sur une pente qui culmine à 191 m sur la commune voisine de Beaucoudray. Le point le plus bas (99 m) correspond à la sortie de la Soulles du territoire, au nord. La commune est bocagère.
Les principaux lieux-dits sont, du nord-ouest à l'ouest, dans le sens horaire, le Hamel Bonté, le Pesron, la Jugonnière, la Métairie, la Petite Métairie, le Moulin de la Jugonnière, la Vallée (au nord), la Pointe, la Bauderie, la Réauté, le Bourg, la Poterie, les Brûlés (à l'est), Loiselière, la Baslerie, la Tournerie (au sud), la Vaucelle, le Montesser, le Pont (à l'ouest), la Bretonnière et la Rouelle.
La commune est limitrophe de cinq communes différentes.
| La Haye-Bellefond | La Haye-Bellefond, Moyon Villages (comm. dél. de Moyon) | Moyon Villages (comm. dél. de Moyon)                  |
| Maupertuis        | Villebaudon                                             | Beaucoudray                                           |
| Maupertuis        | Percy-en-Normandie (comm. dél. de Percy)                | Beaucoudray, Percy-en-Normandie (comm. dél. de Percy) |

### Hydrographie
La commune est située dans le bassin Seine-Normandie. Elle est drainée par la Soulles, le Marqueran, le fossé 02 de la Réauté et la Soulles,,.
La Soulles, d'une longueur de 52 km, prend sa source dans la commune de Percy-en-Normandie et se jette  dans la Sienne à Heugueville-sur-Sienne, après avoir traversé 19 communes. 

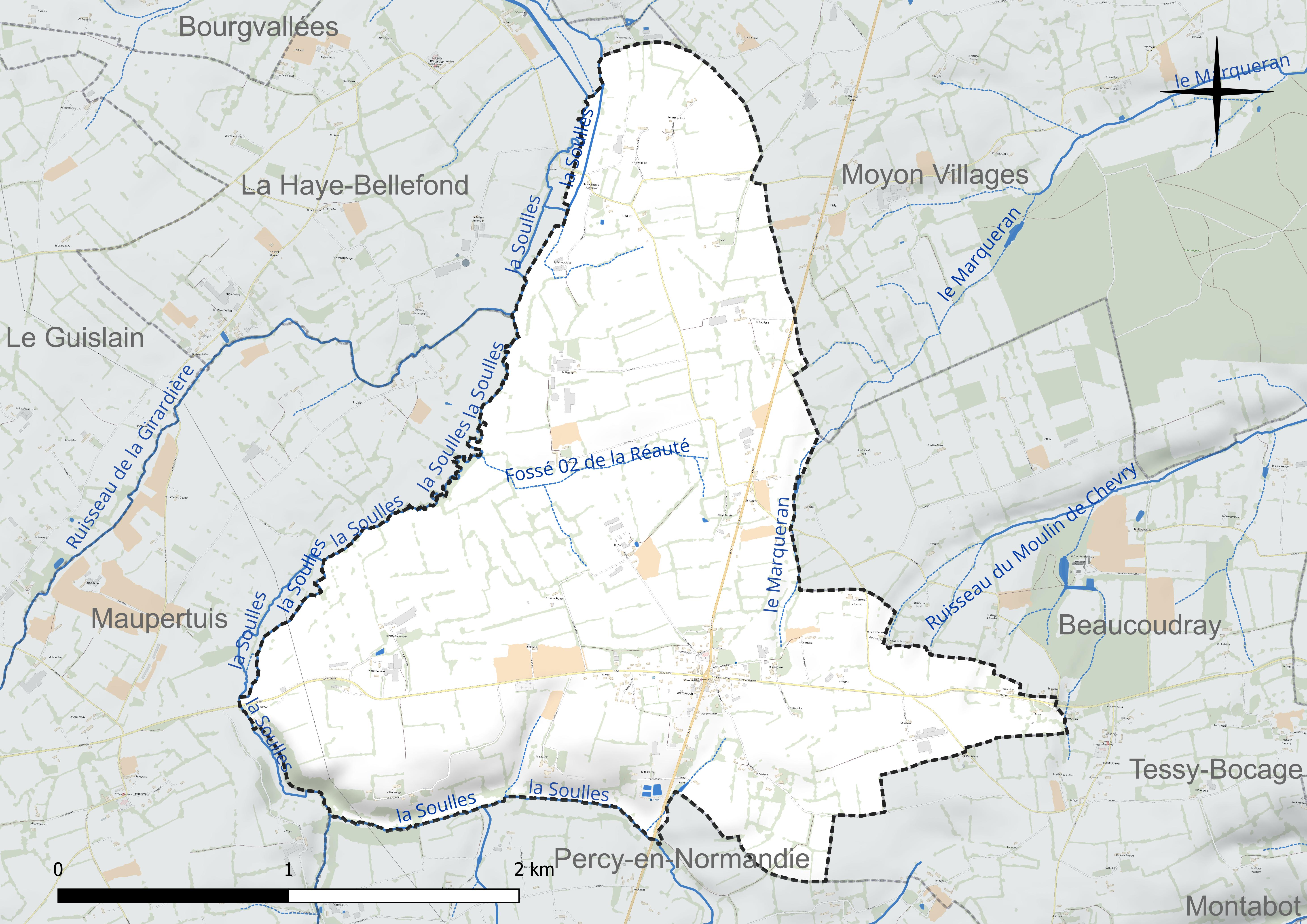
Réseau hydrographique de Villebaudon.

Le Marqueran, d'une longueur de 11 km, prend sa source dans la commune  et se jette  dans la Vire en limite de Tessy-Bocage et de Condé-sur-Vire, après avoir traversé six communes. 

### Climat
Pour des articles plus généraux, voir Climat de la Normandie et Climat de la Manche.
En 2010, le climat de la commune est de type climat océanique franc, selon une étude du CNRS s'appuyant sur une série de données couvrant la période 1971-2000. En 2020, Météo-France publie une typologie des climats de la France métropolitaine dans laquelle la commune est exposée à un climat océanique et est dans la région climatique  Normandie (Cotentin, Orne), caractérisée par une pluviométrie relativement élevée (850 mm/a) et un été frais (15,5 °C) et venté. Parallèlement le GIEC normand, un groupe régional d’experts sur le climat, différencie quant à lui, dans une étude de 2020, trois grands types de climats pour la région Normandie, nuancés à une échelle plus fine par les facteurs géographiques locaux. La commune est, selon ce zonage, exposée à un « climat contrasté des collines », correspondant au Bocage normand, bien arrosé, voire très arrosé sur les reliefs les plus exposés au flux d’ouest, et frais en raison de l’altitude.
Pour la période 1971-2000, la température annuelle moyenne est de 10,4 °C, avec une amplitude thermique annuelle de 12,3 °C. Le cumul annuel moyen de précipitations est de 1 082 mm, avec 14,8 jours de précipitations en janvier et 9,4 jours en juillet. Pour la période 1991-2020, la température moyenne annuelle observée sur la station météorologique la plus proche, située sur la commune de Cerisy-la-Salle à 11 km à vol d'oiseau, est de 11,5 °C et le cumul annuel moyen de précipitations est de 1 112,5 mm,. Pour l'avenir, les paramètres climatiques de la commune estimés pour 2050 selon différents scénarios d’émission de gaz à effet de serre sont consultables sur un site dédié publié par Météo-France en novembre 2022.

## Urbanisme

### Typologie
Au 1er janvier 2024, Villebaudon est catégorisée commune rurale à habitat dispersé, selon la nouvelle grille communale de densité à sept niveaux définie par l'Insee en 2022. Elle est située hors unité urbaine et hors attraction des villes,.

### Occupation des sols
L'occupation des sols de la commune, telle qu'elle ressort de la base de données européenne d’occupation biophysique des sols Corine Land Cover (CLC), est marquée par l'importance des territoires agricoles (100 % en 2018), une proportion identique à celle de 1990 (100 %). La répartition détaillée en 2018 est la suivante : prairies (68,2 %), terres arables (22,1 %), zones agricoles hétérogènes (9,7 %). L'évolution de l’occupation des sols de la commune et de ses infrastructures peut être observée sur les différentes représentations cartographiques du territoire : la carte de Cassini (XVIIIe siècle), la carte d'état-major (1820-1866) et les cartes ou photos aériennes de l'IGN pour la période actuelle (1950 à aujourd'hui).

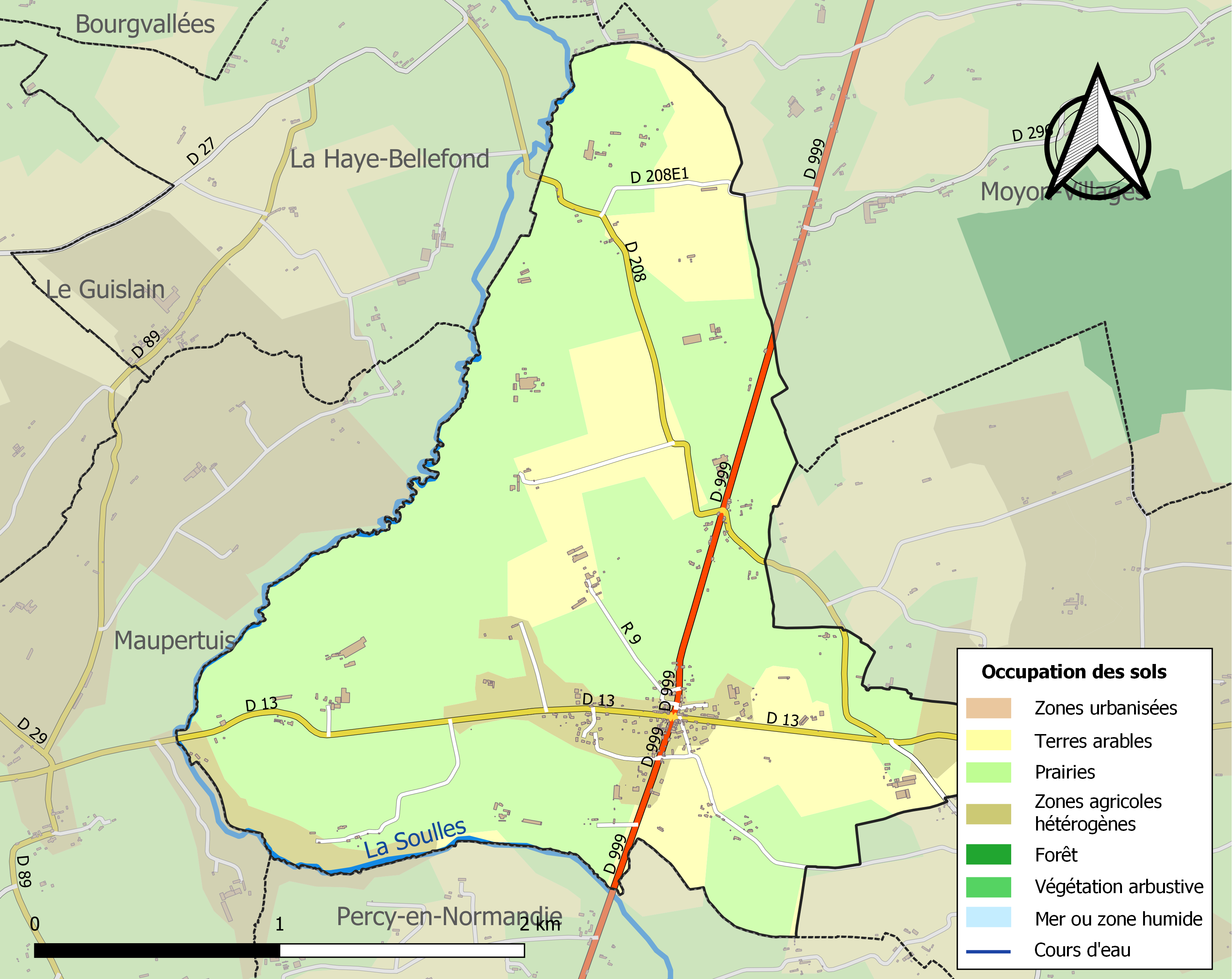
Carte des infrastructures et de l'occupation des sols de la commune en 2018 (CLC).

## Toponymie
Le nom de la localité est attesté sous les formes apud Villam Baudon en 1220, Villebaudon en 1231, Vilerbaudon en 1247.
Le toponyme Villebaudon est dérivé du latin villa qui a évolué en ville en ancien français, dans le sens de « domaine rural », et du patronyme Baudon.
Le gentilé est Villebaudonnais.

## Histoire
Au XIIe siècle il y eut un prieuré. Un certain Balduin était un grand propriétaire territorial.
Dans le livre des fiefs de Philippe Auguste, roi de France de 1180 à 1223, il est dit que le fief de Villebaudon, avec celui de Beaucoudray et de Laune, doit le service au château de Moyon.
Au cour le la guerre de Cent Ans, Jean de La Haye, seigneur de Villebaudon, Beaucoudray et Lengronne, resté fidèle au roi de France, vit ses terres confisquées et données en partages entre l'anglais Clifton et Pierre Baille.

## Politique et administration
| Période                                                                                  | Période      | Identité              | Étiquette | Qualité      |
| ---------------------------------------------------------------------------------------- | ------------ | --------------------- | --------- | ------------ |
| 1941                                                                                     | 1959         | Jules Dufour          |           |              |
| 1959                                                                                     | 1976         | Marcel Levallois      |           |              |
| mai 1976                                                                                 | juin 1995    | Bernard Lalleman      |           |              |
| juin 1995                                                                                | mars 2001    | Pierre Lebouvier      |           |              |
| mars 2001                                                                                | mars 2008    | Louis Moricet         |           |              |
| mars 2008                                                                                | mai 2020     | Liliane Jamard        | SE        | Agricultrice |
| mai 2020                                                                                 | juillet 2020 | Benoît Lebouvier      | SE        | Agriculteur  |
| sept. 2020                                                                               | En cours     | Anne-Sophie Bellenger | SE        |              |
| Une partie des données est issue d'une liste établie par Jean Pouëssel et Jacky Brionne. |              |                       |           |              |

Le conseil municipal est composé de onze membres dont le maire et deux adjoints.

## Démographie
L'évolution du nombre d'habitants est connue à travers les recensements de la population effectués dans la commune depuis 1793. Pour les communes de moins de 10 000 habitants, une enquête de recensement portant sur toute la population est réalisée tous les cinq ans, les populations de référence des années intermédiaires étant quant à elles estimées par interpolation ou extrapolation. Pour la commune, le premier recensement exhaustif entrant dans le cadre du nouveau dispositif a été réalisé en 2007.
En 2022, la commune comptait 325 habitants, en évolution de +2,52 % par rapport à 2016 (Manche : −0,31 %, France hors Mayotte : +2,11 %).
Villebaudon a compté jusqu'à 589 habitants en 1846.
| 1793 | 1800 | 1806 | 1821 | 1831 | 1836 | 1841 | 1846 | 1851 |
| ---- | ---- | ---- | ---- | ---- | ---- | ---- | ---- | ---- |
| 353  | 359  | 390  | 409  | 417  | 540  | 570  | 589  | 522  |

| 1856 | 1861 | 1866 | 1872 | 1876 | 1881 | 1886 | 1891 | 1896 |
| ---- | ---- | ---- | ---- | ---- | ---- | ---- | ---- | ---- |
| 515  | 537  | 537  | 516  | 538  | 522  | 505  | 472  | 434  |

| 1901 | 1906 | 1911 | 1921 | 1926 | 1931 | 1936 | 1946 | 1954 |
| ---- | ---- | ---- | ---- | ---- | ---- | ---- | ---- | ---- |
| 450  | 434  | 416  | 371  | 364  | 333  | 394  | 383  | 373  |

| 1962 | 1968 | 1975 | 1982 | 1990 | 1999 | 2006 | 2007 | 2012 |
| ---- | ---- | ---- | ---- | ---- | ---- | ---- | ---- | ---- |
| 388  | 378  | 330  | 321  | 317  | 284  | 282  | 282  | 319  |

| 2017 | 2022 | - | - | - | - | - | - | - |
| ---- | ---- | - | - | - | - | - | - | - |
| 310  | 325  | - | - | - | - | - | - | - |

## Lieux et monuments
- Église Sainte-Anne du XXe siècle reconstruite de 1954 à 1957 par l'architecte Pierre Sautier. La tour-clocher du XVIIIe siècle a été conservée et renforcée. L'édifice abrite un groupe sculpté restauré d'origine du XVIe, ainsi qu'un haut-relief figurant l'exode[28].
- Monument aux morts associant pietà et un soldat fusil au pied, le pied posé sur l'aigle impérial allemand, le long d'un sentier pédestre. Il a la particularité de porter la date 1914-1919.
- Ancienne croix de cimetière à la Corbinière.
- Manoir de la Vaucelle des XVIe – XVIIe siècles.
- Anciens moulins du Pont et de la Jugonnière.
- Nombreuses fermes.

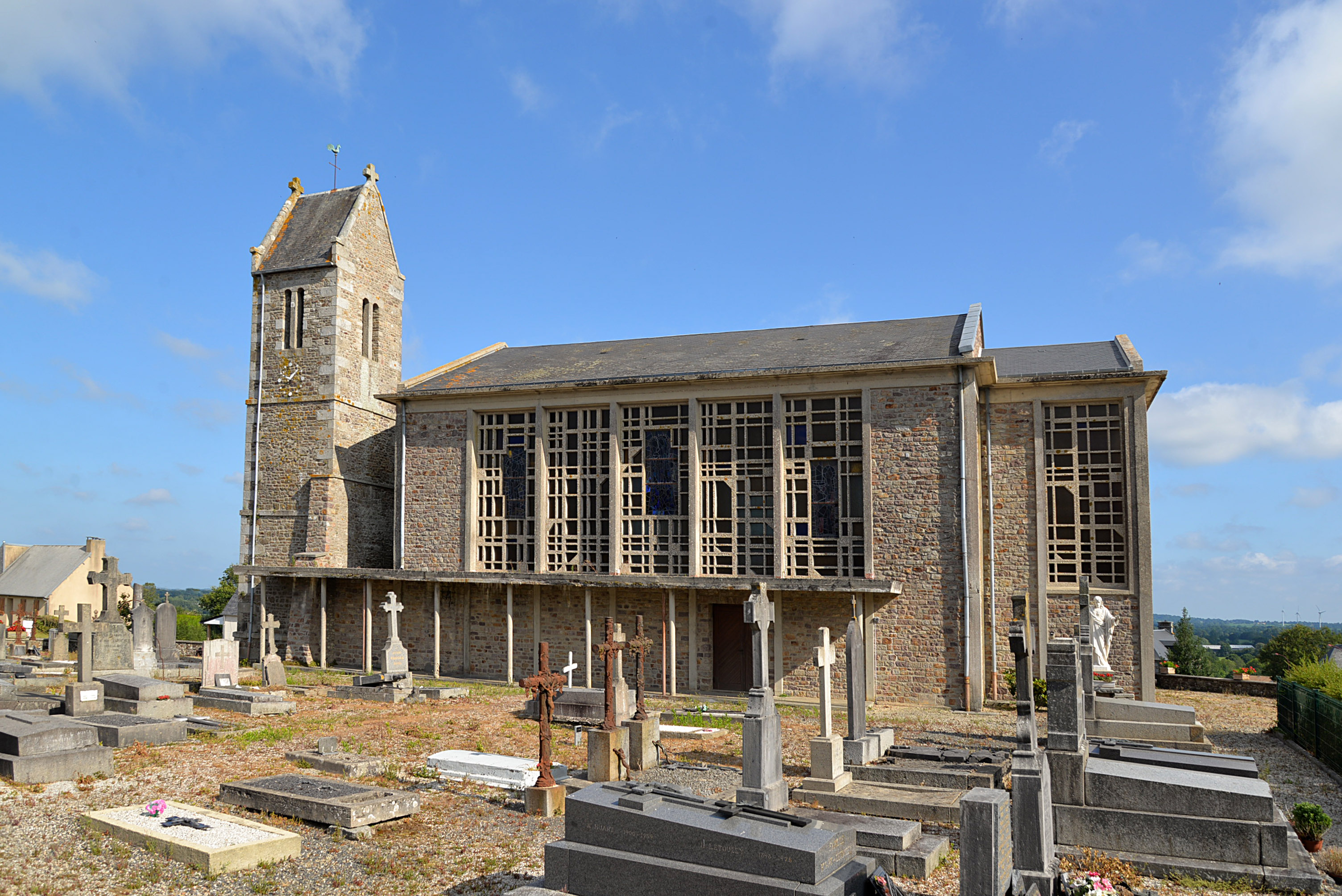
L’église Sainte-Anne.
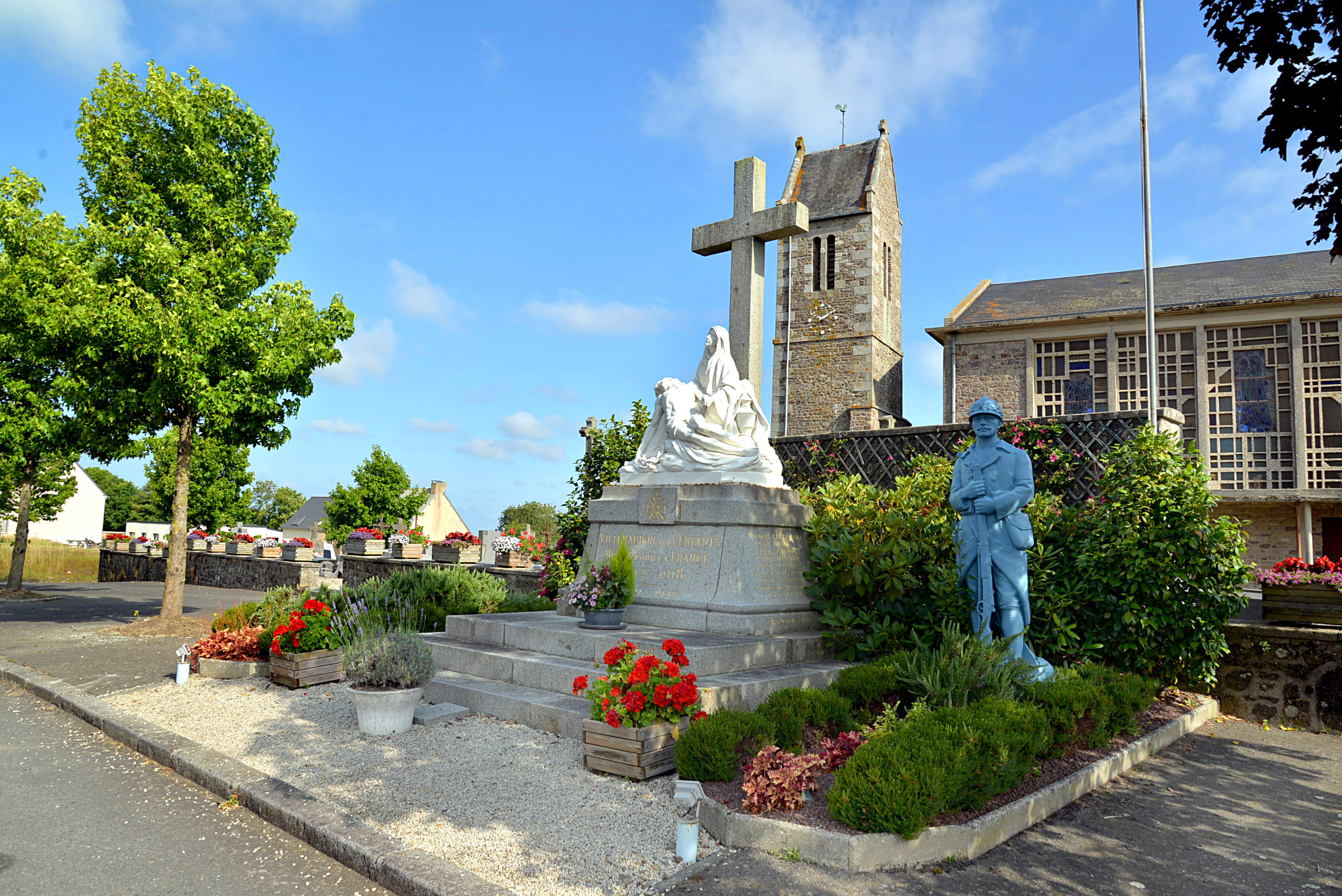
Le monument aux morts.

## Activité et manifestations
- Fête de la Sainte-Anne, fin juillet.